# 本町（七つ辻）交差点

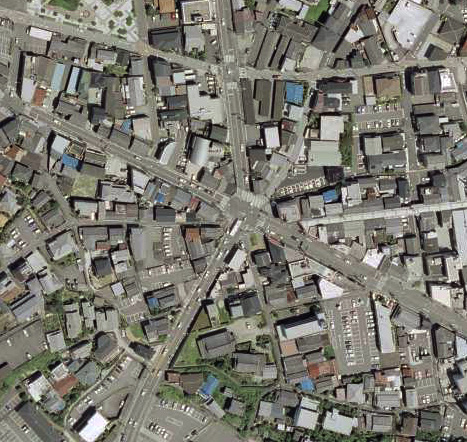
上空から見た七つ辻交差点。

本町（七つ辻）交差点（ほんまちななつつじこうさてん）とは大阪府河内長野市本町にある交差点である。
「本町（七つ辻）」が正式名称であるが、一般的には単に「七つ辻」と呼ばれており、柱には「七つ辻交差点」と書かれたステッカーが貼られている。

## 概要
国道170号（旧道、府道20号）・国道310号・国道371号（旧道）と市道が交差しており、「七つ辻」の名の通り7つの道路が集まっている。この交差点には、さらに幅員1m未満の市道に加え、数メートルほど東寄りには長野商店街の西商栄通りがあり、これらを加えると実に9本の道路が集結していることになる。なお、当交差点 - 菊水町交差点間は、国道170号と国道310号の重複区間となっている。
この交差点は、国道310号を除くとすべて旧道指定となっているが、交通量は多く、終日渋滞が発生している。これは旧道が河内長野駅にも近く市街地であることに加え、橋本方面から国道310号経由で大阪狭山・堺方面へ行く場合や、国道170号（大阪外環状線）の高槻方面へ出る場合の最短ルートであることが挙げられる。さらに、国道371号新道にあたる上原町交差点 - 石仏北交差点間のバイパス道路も頻繁に混雑し、旧道の代替としての役割を十分果たせておらず、当交差点には右折レーンが一部未設置であるなどボトルネック状態であることも一因している。
なお、信号機による交通整理が行われているのは国道4方向のみで、市道は進入のみの一方通行となっている。

## 進路

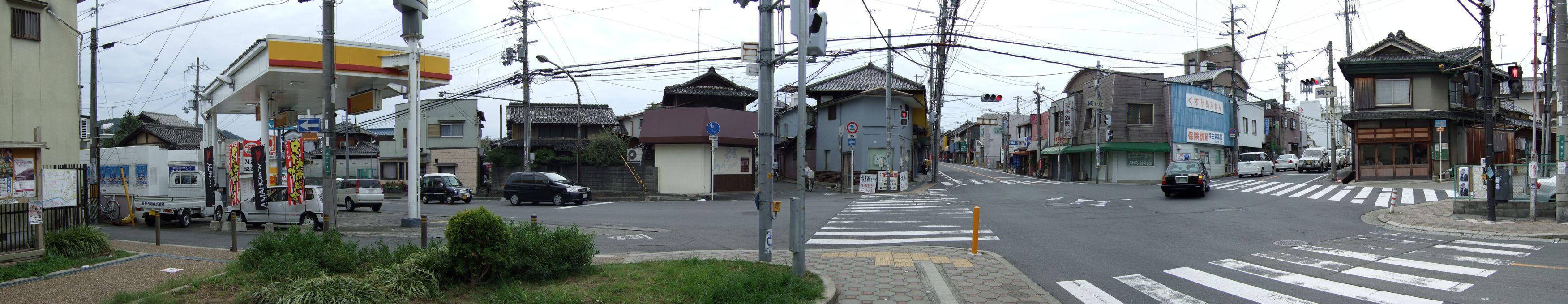
本町（七つ辻）交差点。4枚の写真を横に繋いで合成。写真右手前から国道170号（旧道）・国道310号（重複）、市道（写真上では認識できず）、市道、国道310号、国道170号（旧道）、市道、国道371号、市道の順に接続している。

以下は交差点に集まる道路の一覧。
| 方向       | 道路                         | 行先                                        | 備考                 |
| ---------- | ---------------------------- | ------------------------------------------- | -------------------- |
| 北         | 国道310号                    | 大阪狭山・堺方面、国道170号大阪外環状線方面 | 信号有               |
| 北東       | 市道                         | 古野町                                      |                      |
| （東北東） | 市道                         | 本町                                        | 七つ辻には含まれない |
| （東）     | 長野商店街（西商栄通り）     |                                             | 七つ辻には含まれない |
| 南東       | 国道170号（旧道）、国道310号 | 羽曳野・五條方面、河内長野駅                | 信号有               |
| 南南東     | 市道                         | 長野町                                      |                      |
| 南西       | 国道371号（旧道）            | 橋本方面                                    | 信号有               |
| 西         | 市道                         | 栄町                                        |                      |
| 北西       | 国道170号（旧道）            | 泉佐野方面                                  | 信号有               |

## バス
国道371号沿いに南海バスの「七ツ辻」バス停があり（こちらは「七つ辻」の「つ」が片仮名で表記されている）、岩湧線（12・36系統）、南青葉台線（13系統）、南花台・南ヶ丘線（14系統）の各路線およびモックルコミュニティバスが停車する。また、大阪駅・難波駅から出ている南海深夜急行バスも停車する。

## 周辺の主な施設
- 河内長野駅（南海高野線・近鉄長野線）